# Os Mercenários 3
Os Mercenários 3 (em inglês:  The Expendables 3) é um filme de ação estadunidense de 2014 dirigido por Patrick Hughes, e escrito por Creighton Rothenberger, Katrin Benedikt e Sylvester Stallone. É uma sequência do filme de ação de 2012 Os Mercenários 2, e o terceiro filme da série Os Mercenários. O filme apresenta o retorno do elenco Sylvester Stallone, Jason Statham, Jet Li, Dolph Lundgren, Randy Couture, Terry Crews, e Arnold Schwarzenegger. Além disso, Kellan Lutz, Ronda Rousey, Glen Powell, Victor Ortiz, Robert Davi, Kelsey Grammer, Wesley Snipes, Mel Gibson, Antonio Banderas e Harrison Ford se juntam ao elenco.
A história segue o grupo de mercenários conhecidos como "Os Mercenários", como eles entram em conflito com o negociante de armas sem escrúpulos Conrad Stonebanks (Gibson), co-fundador dos Mercenários, que está determinado a destruir a equipe. O filme foi lançado em 15 de agosto de 2014.

## Sinopse
Em Os Mercenários 3, Barney Ross, Lee Christmas e o resto da equipe libertaram o ex-mercenario Doctor Death, especialista em facas e medico da equipe, de uma prisão militar durante sua transferência em um trem. Eles recrutam Doc para ajuda-los a interceptar um carregamento de bombas destinadas a um senhor da guerra na Somália. Chegando lá, eles se reúnem com Hale Caesar, que os leva ao ponto de encontro, onde Barney fica surpreso ao descobrir que o comerciante de armas fornecendo as bombas é Conrad Stonebanks, um ex-fundador dos Mercenários, que foi desonesto e supostamente morto. No tiroteio que se segue, Barney e sua equipe conseguem matar todos, menos Stonebanks, que dispara em Caesar duas vezes. Quando a equipe tenta ajudá-lo, eles são forçados a recuar devido ao armamento avançado de Stonebanks.
De volta aos Estados Unidos, o funcionário da CIA Max Drummer, o novo gerente de missões dos Mercenários, dar a Barney a missão de capturar Stonebanks e trazê-lo ao Tribunal Penal Internacional para ser julgado por crimes de guerra. Culpando-se pelas lesões de Caesar, Barney dispensa a equipe e vai para Las Vegas, onde se reencontra com o ex-mercenario Bonaparte para ajuda-lo a encontrar uma nova equipe de mercenários mais jovens para capturar Stonebanks. Os recrutas incluem o ex-US John Smilee, a segurança de boate Luna, o especialista em computadores Thorn e o especialista em armas Marte. o atirador experiente Galgo pede para ser incluído, mas Barney o dispensa.
Os novos membros da equipe se encontram com o rival de Barney, Trench, que rastreou Stonebanks na Romênia, aonde ele está pronto para fazer um negócio de armas. Barney e seus recrutas se infiltram no prédio que Stonebanks está usando como ponto de encontro, e tendo que matar alguns homens, entre eles o comprador de armas Goran Vata, conseguem capturar Stonebanks. Em trânsito, Stonebanks começa a zombar de Barney e explica o motivo de ele ter traído os Mercenários. Barney quase o mata para cala-lo, mas para após Stonebanks extorqui-lo. Os homens de Stonebanks os alcançam e disparam um míssil na van. Barney é jogado no rio, enquanto Smilee, Luna, Thorn e Marte são capturados por Stonebanks.
Stonebanks envia um vídeo a Barney, o desafiando a ir atrás dele e lhe da sua localização no país Azmenistão. Enquanto Barney se prepara para ir atrás de Stonebanks, Galgo aparece e oferece seus serviços novamente. Barney lhe dar uma chance, acompanhado pelos Mercenários veteranos. Eles resgatam os jovens, mas descobrem que Stonebanks encheu o local com explosivos. Quando os Mercenários começam a brigar entre si, Barney os convence a trabalharem juntos para derrubar Stonebanks de uma vez por todas. Quando a batalha final começa, Thorn usa um dispositivo para bloquear o sinal dos explosivos, dando-lhes meia hora antes da detonação. Stonebanks ordena as forças armadas do Azmenistão a atacarem o prédio, incluindo tanques e helicópteros.
Os Mercenários trabalham juntos para matar os homens de Stonebanks. Quando uma segunda onda é lançada, Drummer aparece para evacuar a equipe. Quando todos fogem para o último andar, Stonebanks ataca Barney com uma arma. Os dois começam uma briga, e Barney termina disparando em Stonebanks varias vezes. Quando Stonebanks questiona o Tribunal, Barney dispara nele novamente, matando-o. Após a morte de Stonebanks, o prédio começa a explodir e desmoronar, e Barney consegue escapar segundos antes do prédio desmoronar completamente.
No fim, Caesar se recupera de suas lesões, e Barney oficialmente recruta Galgo, Smilee, Luna, Thorn e Marte. Todos então comemoram juntos em um bar.

## Elenco
- Sylvester Stallone como Barney Ross: Líder dos Mercenários.[7]
- Jason Statham como Lee Christmas: O experiente em facas da equipe, lutador mão-a-mão e segundo em comando.[7]
- Antonio Banderas como Galgo: um membro antigo das Forças Armadas da Espanha, veterano de guerra da Bósnia, e especialista atirador.[8] [9]
- Jet Li como Yin Yang: Experiente em combate corpo-a-corpo da equipe.[10]
- Wesley Snipes como Doctor Death: Um médico antigo, experiente em facas, e um dos Mercenários iniciais.[9]
- Dolph Lundgren como Gunner Jensen: Volátil membro da equipe.[11]
- Kelsey Grammer como Bonaparte: Um matador de aluguel aposentado e aliado dos Mercenários.[12]
- Randy Couture como Toll Road: O especialista em demolição da equipe.[11]
- Terry Crews como Hale Caesar: Especialista em canhões da equipe.[13]
- Kellan Lutz como John Smilee: Um ex-marinheiro recrutado para os Mercenários.[14] [15]
- Ronda Rousey como Luna: Especialista em combate corpo-a-corpo. Rousey filmou seu papel enquanto treinava para defender seu título no UFC 168.[16] [15]
- Glen Powell como Thorn: um veterano de combate altamente treinado e um hacker.[17]
- Victor Ortiz como Mars: Um franco-atirador e soldado letal, que tem medo de altura.[18]
- Robert Davi como Goran Vata: O chefe da Máfia albanesa.[19] [20]
- Mel Gibson como Conrad Stonebanks: Um traficante de armas implacável que foi anteriormente o co-fundador dos Mercenários.[1]
- Harrison Ford como Max Drummer Um oficial de operações de campo da CIA e gerente de missão dos Mercenários.[21] [9]
- Arnold Schwarzenegger como Trench Mauser: O ex-companheiro de equipe de Barney, e às vezes rival.[7]

## Produção

### Desenvolvimento e pré-produção
Em março de 2012, a Couture disse que um terceiro filme de Os Mercenários pode ser começado a produção no final de 2012, após o lançamento de Os Mercenários 2. Em abril de 2012, Steven Seagal disse que ele foi oferecido à fazer um papel em um terceiro filme. Em agosto de 2012, o produtor Avi Lerner confirmou que Nicolas Cage tinha sido contratado para essa sequência. Ele também disse que os produtores tem a intenção de trazer de volta as estrelas da série (tentar que o Mickey Rourke reprise o seu papel), se aproximou de Clint Eastwood sobre um papel, e tinha planos de ter Harrison Ford e Wesley Snipes quando este conseguisse sua libertação da prisão. Stallone disse: "Estamos pensando em diferentes conceitos do terceiro filme, e isso é difícil. A segunda é a progressão natural. A terceira, que é quando o "ar fica raro". Estamos pensando ambiciosamente sobre isso... Agora, você tem que dar público algo que não esperam nada, talvez mesmo indo em um gênero diferente." Também em agosto, Chuck Norris disse que não iria voltar para uma sequência. Em 13 de agosto de 2012, Jean-Claude Van Damme indicou que Stallone pode incluí-lo em The Expendables 3 como Claude Vilain, irmão de Jean Vilain. Em 31 de outubro de 2012, foi confirmado que a Nu Image e Millennium Films estavam em processo de direitos de distribuição internacional e de pré-venda para Os Mercenários 3. Em 19 de dezembro de 2012, foi relatado que Jackie Chan concordou em juntar-se a sequência com a condição de que ele não teria mais do que um papel de menor importância.
Em março de 2013, Stallone confirmou que ele estava escrevendo um roteiro para a sequência, e que tinha a intenção de que o filme seja mais cômico com alguns momentos de drama. Stallone também disse que Seagal não estaria no filme, e que ele queria colocar mais jovens atores. Em abril de 2013, Stallone anunciou que Patrick Hughes iria dirigir a sequência. Em maio de 2013 foram anunciados que Chan, Snipes, Cage, e Milla Jovovich estavam em negociações avançadas para participar do filme. As filmagens estão programadas para começar em agosto de 2013. Em junho de 2013, a Lionsgate anunciou que o filme seria lançado em 15 de agosto de 2014. Em julho de 2013 foi noticiado que o ator Mel Gibson iria retratar o vilão do filme, e em julho, Stallone confirmou o envolvimento de Gibson. Também em julho, Kellan Lutz, e profissionais combatentes, como Victor Ortiz e Ronda Rousey, foram adicionados ao filme. Foi revelado que o filme teria várias características, tecnologia e heróis de ação mais jovens orientados para que se chocam com os Mercenários veteranos. Em agosto de 2013, foi confirmado que Ford, Antonio Banderas e Glen Powell iriam se juntar ao elenco, e que Bruce Willis não estaria reprisando seu papel como Church. Willis entrou em um desacordo sobre o dinheiro, que foi oferecido à Willis US $3 milhões para quatro dias de filmagens na Bulgária, mas Willis queria US $ 4 milhões. Por um contrato de três dias, Stallone conseguiu escalar Harrison Ford como susbstituto de Church, como um novo personagem. Então, quando o personagem de Arnold Schwarzenegger lança a frase "Tempo curto" para Ford, que responde "muito curto", ambos ironizam o episódio, amplamente noticiado à época do ocorrido. Em 17 de setembro de 2013 Kelsey Grammer foi anunciado que estava em negociações para se juntar ao filme.

### Filmagens
A filmagem principal começou em 19 de agosto de 2013, na Bulgária e no estúdio Nu Boyana Film em Sófia e terminou em 22 de outubro. Em setembro de 2013, Crews revelou em uma entrevista que Statham sobreviveu a um acidente no set quando o caminhão que ele dirigia caiu no Mar Negro depois que seus freios falharam. Em uma entrevista de novembro de 2013, Couture confirmou que as filmagens terminaram, e que as discussões para um quarto filme dos Mercenários estavam ocorrendo.

### Avaliação
O filme é o primeiro da franquia a ser classificado como PG-13 diferente da classificação R dos filmes anteriores. No Festival de Cannes 2014 , Stallone anunciou que ele estava apontando para uma classificação PG-13 para o filme. Afirmando que ainda era perto de ser classificado como R, ele queria atingir um público mais jovem e mais amplo com o novo filme Em 1 de julho, o Motion Picture Association of America concedeu a Os Mercenários 3 a classificação PG-13; a descrição dada sendo "violência incluindo intensos tiroteios e cenas de luta, e para a línguagem". No entanto, a primeira versão entregue ao MPAA recebeu uma classificação R, e teve que ser cortado para baixo para atender o aspirado classificação PG-13.

## Lançamento

### Marketing

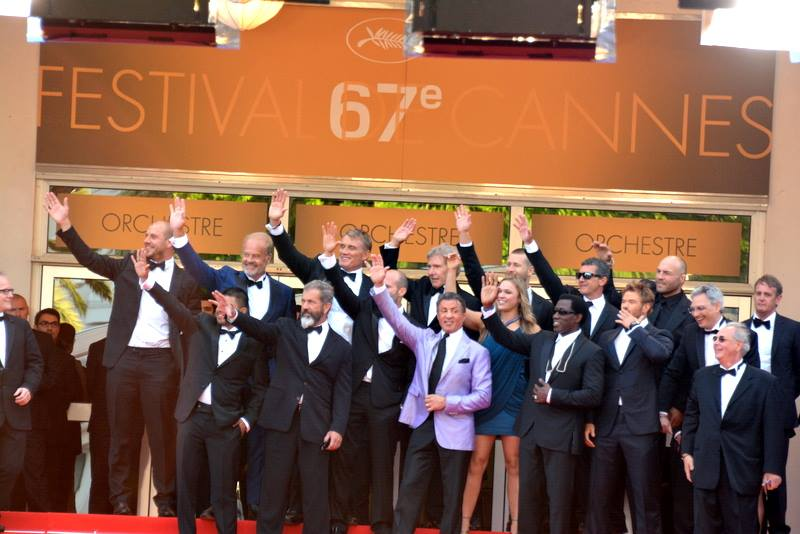
O elenco de Os Mercenários 3 no Festival de Cannes 2014

Em 19 dezembro de 2013, o primeiro trailer foi lançado, com a intenção de mostrar o grande elenco do filme. Em 2014 no CinemaCon, o cartaz oficial do filme foi exibido pela primeira vez, embora apenas ligeiramente diferente a partir de material mostrado antes, com um fundo branco em vez de um negro. O marketing de colocar um grande ênfase na elenco do filme de atores de ação famosos na comercialização foi mantida no início de abril, quando 16 cartazes de personagens de elenco do filme foram lançados e divididos em quatro sites para a exposição máxima. Um dia depois, o primeiro trailer com cenas reais do filme estreou, novamente destacando enorme elenco do filme, que está sendo referida como uma "lista de trailer" pela Lionsgate No Festival de Cannes 2014, Millennium Films organizou um evento especial promovendo o filme no Carlton Hotel, com a participação do elenco com Stallone, Statham, Schwarzenegger, Gibson, Ford, Snipes, Banderas, Lundgren, Grammer, Couture, Lutz, Ortiz, Powell, e diretor Patrick Hughes. O evento durou todo o dia e contou com o elenco dirigindo pela Croisette em tanques.
Em 5 de junho, um novo trailer de TV com cenas inéditas do filme foi lançado. Em vez de destacar o elenco de estrelas como os anteriores, este trailer focado nas novas adições ao elenco, proeminente Lutz, Rousey e Ortiz, contrastando seus personagens jovens com os mais experientes de Stallone e Grammer. No mesmo dia, Sylvester Stallone também divulgou um vídeo dos bastidores através de seu Twitter. Em 17 de junho, um longo trailer cinematográfico foi lançado, dando um primeiro olhar para Mel Gibson como Conrad Stonebanks, assim como mostrar a história do filme para o primeiro do tempo. Uma semana depois, em 23 de junho, a nova bandeira foi lançado, com todos os 17 membros do elenco, exceto Robert Davi. Em 4 de junho um novo trailer de TV foi lançado, contendo cenas inéditas, embora na sua maioria constituído por filmagens já lançadas. A versão mais longa do trailer foi lançado uma semana depois, e um dia depois, outro trailer de TV, temático, para coincidir com a Copa do Mundo da FIFA de 2014, foi lançado. Em 2014 na Comic Con, 16 novos cartazes de personagens em estilo arte pop foram liberados.

### Pirataria e processo posterior
Em 25 de julho de 2014, três semanas antes da estreia do filme, um DVD com qualidade de Internet foi vazado ilegalmente para download, via sites de pirataria moderna, que foram baixados mais de 189,000 vezes em um período de 24 horas. Depois de uma semana, estimou-se que o vazamento havia sido baixado mais de 2 milhões de vezes.
Em 31 de julho de 2014, estúdio do filme, Lionsgate, entrou com uma ação no tribunal federal da Califórnia contra 10 indivíduos anônimos por violação de direitos autorais. O estúdio informou que uma cópia digital do filme foi roubado e carregado para a Internet. Lionsgate afirmou que enviou cartas de demanda para os operadores dos sites de pirataria, mas não recebeu resposta.

## Recepção

### Bilheteria

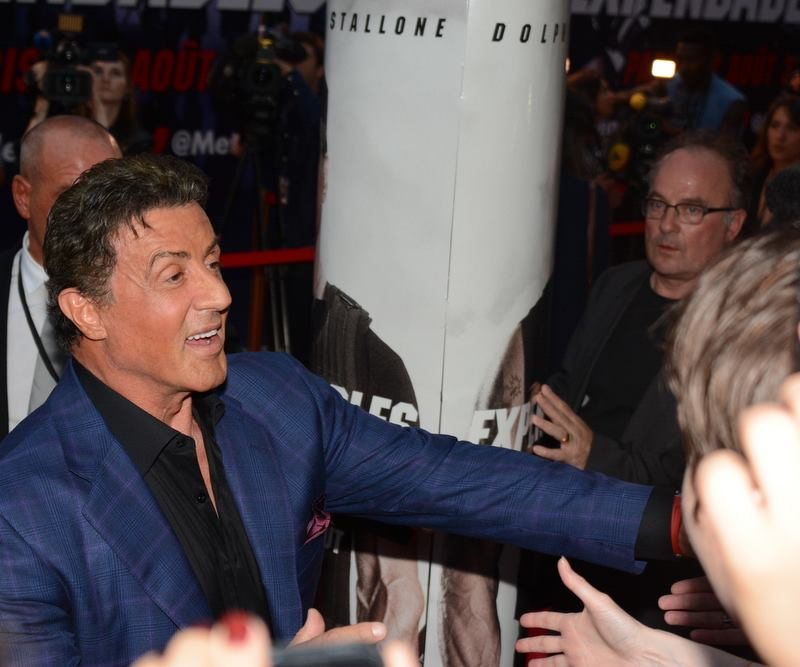
Sylvester Stallone no lançamento do filme na França em agosto de 2014.

Os Mercenários 3 foi lançado em 15 de agosto de 2014 nos Estados Unidos e arrecadou $875,000 durante suas sessões tarde da noite de quinta-feira de 2200 localidades.  Ele fez melhor do que antecessores Os Mercenários ($870,000) e Os Mercenários 2 ($685,000). No entanto, sua primeira aparição foi às 7 da noite, enquanto que os filmes anteriores tiveram suas primeiras exibições à meia-noite. O filme arrecadou $5.9 milhões em seu primeiro dia. Ele caiu bem abaixo de $13 milhões da abertura do dia de Os Mercenários e $10 milhões de abertura do dia de Os Mercenários 2. O filme arrecadou $5.7 million em seu segundo dia e $4.2 milhões em seu terceiro dia, para um total de três dias de $15.8 milhões em comparação para Os Mercenários 2 que fez $28.6 milhões em três dias.
Um dos principais motivos considerados para essa perda em vendas de ingressos é porque o filme vazou três semanas antes de seu lançamento no entanto, já que a maioria de downloads foram fora os EUA, se cada download americano pago para ver o filme teria feito apenas um adicional de $4 milhões. Outra razão apontada foi a classificação PG-13, o que era para atrair público mais jovem. interesse do público mais velho.

### Crítica
Os Mercenários 3 foi recebido com críticas geralmente negativas dos críticos. No Rotten Tomatoes, o filme tem um índice de aprovação de 31%, com uma classificação média de 4.9/10, baseado em 178 comentários. Consenso do site diz: "Assim como seus antecessores, Expendables 3 oferece um mínimo de emoções de estrelas para a velha escola de aficionados de thriller de ação - mas dado todo o talento reunido, que deveria ter sido muito mais divertido" Em Metacritic, o filme tem uma pontuação de 35 em 100, baseado em 36 críticas.

## Prêmios
| Lista de prêmios e indicações | Lista de prêmios e indicações                                                                                              | Lista de prêmios e indicações                | Lista de prêmios e indicações |
| Prêmio                        | Categoria | Destinário(s)                                | Resultado                     |
| ----------------------------- | --- | -------------------------------------------- | ----------------------------- |
| Golden Trailer Awards         | Melhor poster blockbuster do verão de 2014                                                                                 | Os Mercenários 3 "Stallone Teaser" Lionsgate | Indicado                      |
| Framboesa de Ouro             | Pior ator coadjuvante | Mel Gibson                                   | Indicado                      |
| Framboesa de Ouro             | Pior ator coadjuvante (também por Legends of Oz: Dorothy's Return, Think Like a Man Too e Transformers: Age of Extinction) | Kelsey Grammer                               | Venceu                        |
| Framboesa de Ouro             | Pior ator coadjuvante | Arnold Schwarzenegger                        | Indicado                      |

## Sequência
No final de 2013, Randy Couture confirmou que, apesar de Os Mercenários 3 ainda não ter sido lançado, já havia planos para um quarto filme. Isto foi confirmado março 2014 pelo ex-James Bond e ator Pierce Brosnan, que afirmou que ele tinha concordou com Avi Lerner para estrelar uma futura sequência dos Mercenários. Hulk Hogan afirmou em sua conta do Twitter de que ele estará no quarto filme.